# Rossiya 1
Rossiya 1 (en ruso: Россия 1 Rusia 1), tradicionalmente conocida como Telekanal Rossiya, es una emisora de televisión pública estatal en la Federación de Rusia, controlado por la VGTRK. Fue creada en 1991 tomando como base las frecuencias del segundo canal de TV de la Unión Soviética. Anteriormente se le conoció como RTR (PTP) o Canal 2.
Presenta una programación de carácter generalista y es el segundo canal en audiencias del país, siendo solo superado por Piervy Kanal. Ambas emisoras compiten entre sí en el mercado televisivo ruso. Fue miembro de la Unión Europea de Radiodifusión desde 1991 hasta 2022.

## Historia
El canal se inauguró el 13 de mayo de 1991 como RTR, tomando las frecuencias del segundo canal de televisión soviética. De carácter público, estaba controlado por la Compañía de Radio y Televisión Estatal de Rusia (VGTRK) y desde el principio, RTR competiría de forma directa con el otro canal público, ORT. Su primer programa fue un informativo, Vestí.
En 2002, la VGTRK lanza un nuevo canal destinado a los países con habla rusa, RTR Planeta, y decide cambiar el nombre de la emisora generalista pasando a llamarse simplemente Rusia. En 2008 pasó a ser presidida por Oleg Dobrodéiev, quien fue uno de los fundadores de la privada NTV. En 2010 todos los canales de la RTR cambiaron su denominación, y Rossiya pasó a tener un "1" detrás.
En 2016, el canal renovó su estructura relanzando el canal Rossiya HD como su propia señal en HD.
El 26 de febrero de 2022, a causa de la invasión rusa de Ucrania, las emisoras públicas rusas que formaban parte de la Unión Europea de Radiodifusión abandonaron la organización antes de que se abordara su posible expulsión.

## Programación

Logotipo de Rossiya 1 utilizado desde 2010 hasta 2012

Posee una oferta de carácter generalista. Destacan los programas informativos y de análisis político, programas de entretenimiento y cobertura de eventos especiales como competiciones deportivas o el Festival de Eurovisión. En el festival de la canción europeo, la cadena se reparte cada año la representación rusa con Piervy Kanal.
Se distingue de otras emisoras públicas en potenciar una programación con espacios realizados en el país. Rusia fue la primera emisora rusa en lanzar su propia productora de programas, aunque también trabaja con productoras nacionales al igual que el resto de cadenas. Aproximadamente el 30% de la parrilla diaria de Rusia es ocupado por películas.